# Naga (bovennatuurlijk wezen)

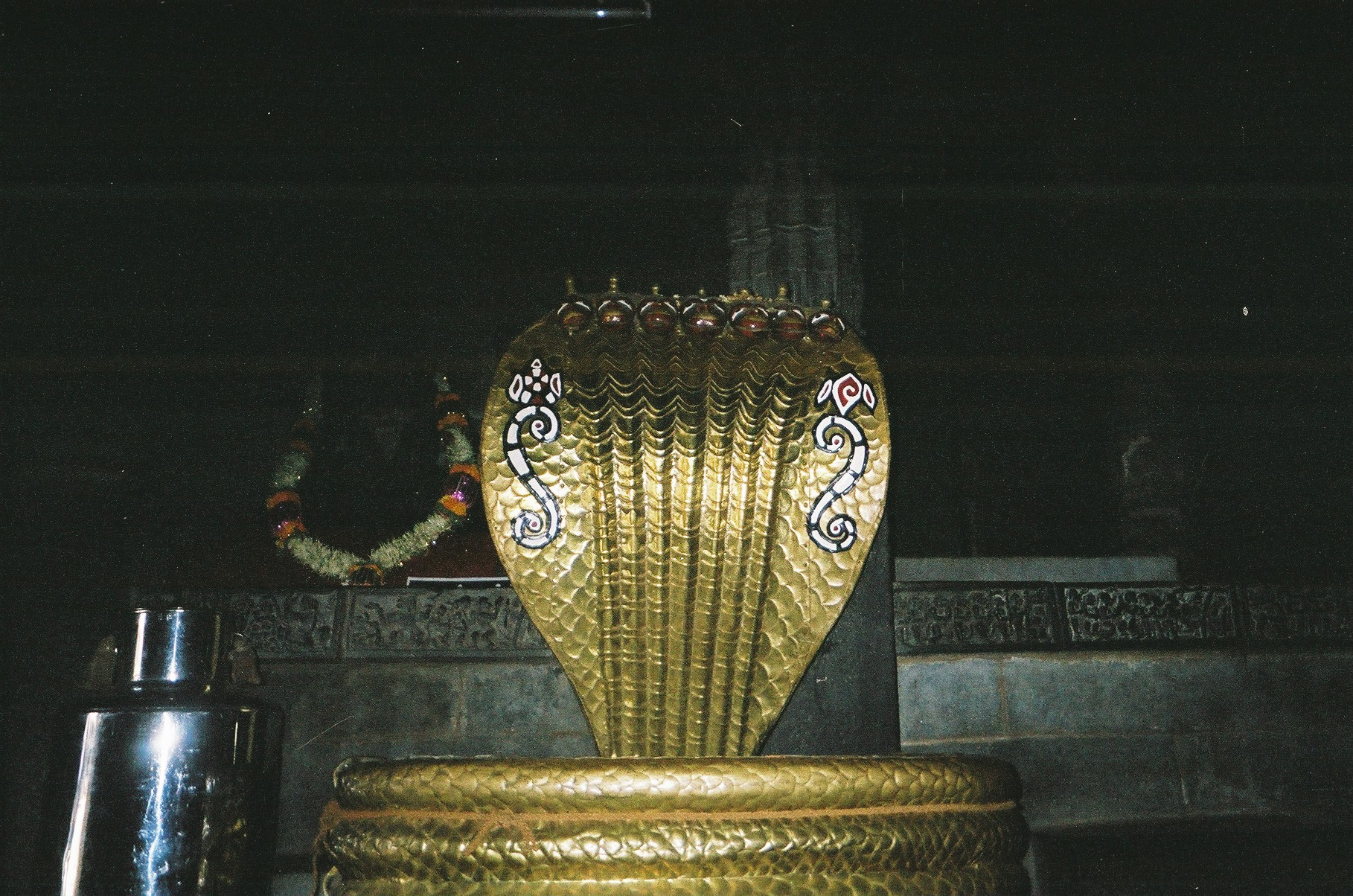
Naga in Halebid

Nāga (Sanskriet: नाग) is het Sanskriet en Pali woord voor een klasse van bovennatuurlijke wezens in het boeddhisme en het hindoeïsme die vaak de verschijning van een slang of draak aannemen. Buiten het boeddhisme en het hindoeïsme worden Naga's ook wel als een fabeldier beschouwd.
Naga's zijn afkomstig uit India en werden door het boeddhisme meegebracht naar China en het Verre Oosten, zo beïnvloedde de naga de Chinese draak. Soms zijn naga's half mens en half slang.
De natuurlijke vorm van Naga's is die van een grote slang. Ze hebben echter de kracht om hun lichaam (tijdelijk) een andere vorm aan te laten nemen, en kunnen daardoor in verschillende gedaanten voorkomen: Draak, waterdraak, als veelkoppige draak, mens, half slang en half mens of mens met slangen groeiend uit het hoofd.
De naga's bezitten volgens het hindoeïsme een goddelijke parel van kennis. Naga's kunnen goed- of kwaadaardig zijn en geven je robijnen als je ze voor je wint, maar hun gif is dodelijk. Naga's worden gemakkelijk boos en hun adem en oog-blik kunnen dodelijk zijn. In het hindoeïsme en in de Jataka verhalen van het boeddhisme zijn de enorme Garoeda vogels de grote vijand van de naga's. Er wordt gezegd dat in het boeddhisme de naga's deel uitmaken van de Catummaharajika devas. Dit is echter onjuist; de naga's worden op vele plaatsen in de boeddhistische iconografie toegevoegd als bijfiguren achter, onder, of naast hoofdfiguren.
Naga's nemen vaak de functie van bewaker op zich. In India bewaken naga's de poorten van heilige oorden. Op platforms rond Asvattha bomen wordt hun beeltenis gelegd; het zou de menselijke vruchtbaarheid bevorderen. Ze bewaken ook vaak heilige relikwieën van de Boeddha of zijn discipelen.
Er worden twee klassen naga's onderscheiden: land-naga's en water-naga's. De land-naga's worden soms ook wel 'verborgen naga's' genoemd en bewaken schatten en hebben verschillende ondergrondse steden. Een van deze steden is genaamd Bhogavati en is een stralende stad van muziek en bloemen, bestuurd door de slangenkoning Takshaka. Naga's van het water leven in bronnen, rivieren en meren. Ze hebben paleizen op de zeebodem, vervaardigd uit de meest kostbare metalen en edelstenen. Waternaga's vormen wolken en geven regen, maar verwoesten het land met overstromingen als ze kwaad zijn.
Een meer recente toepassing van de naga als symbool is de esculaap, waarbij de naga voor wijsheid staat.

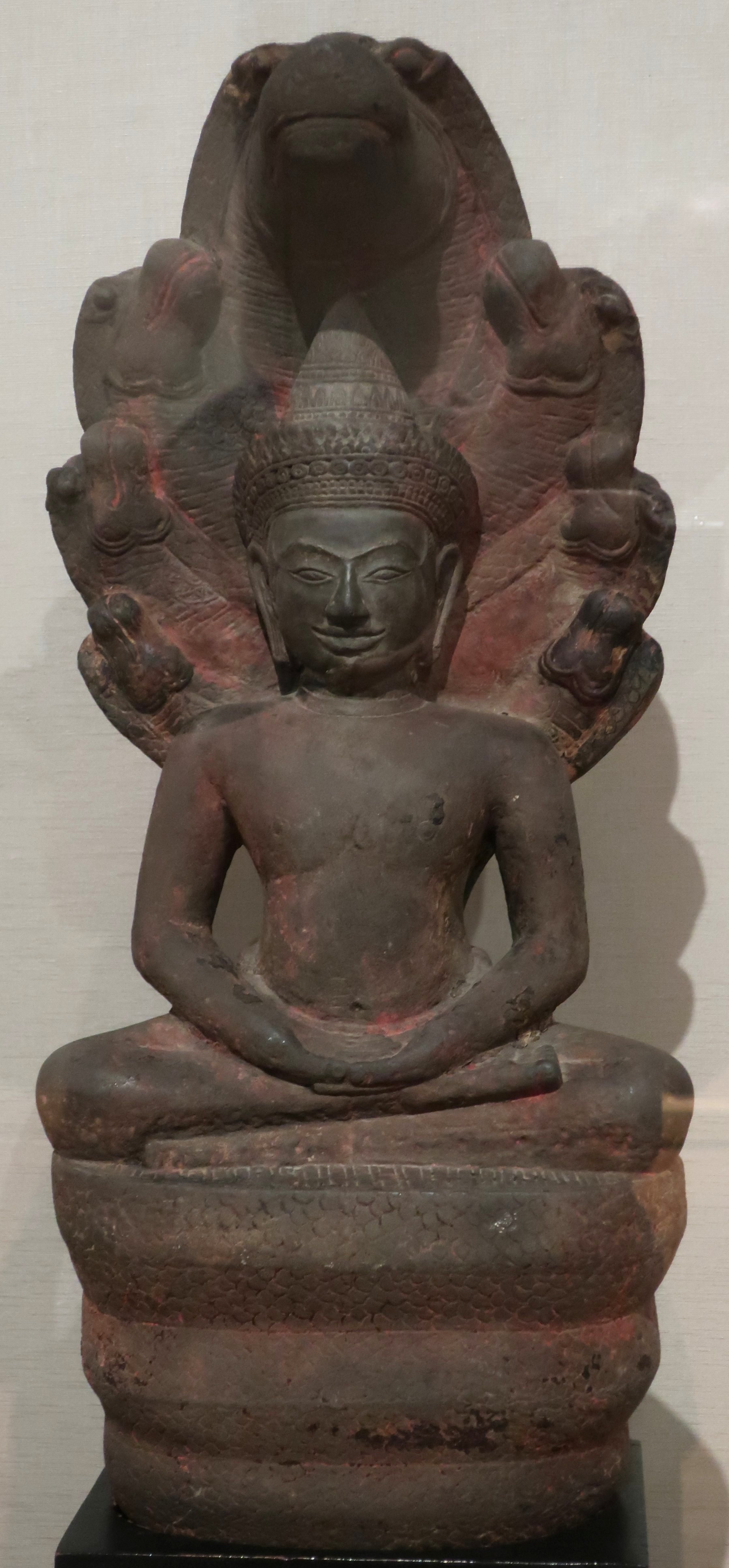
Naga beschermt Boeddha tegen de regen
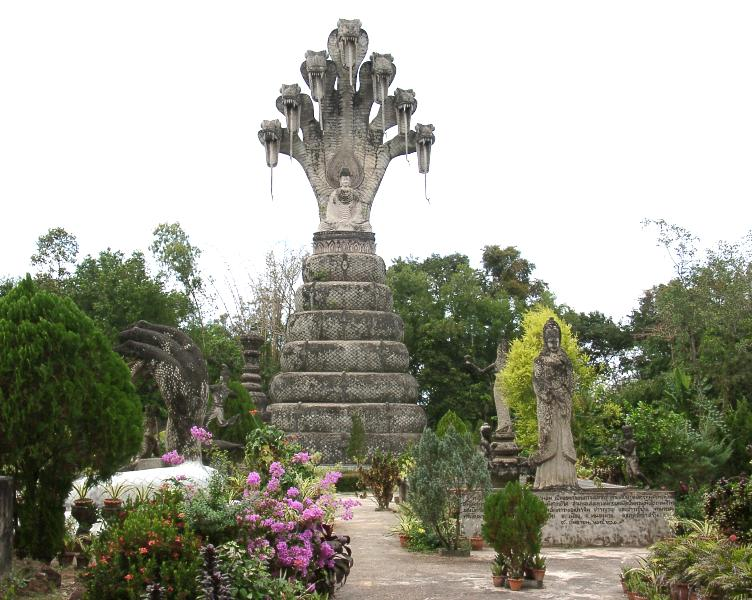
Naga in Thailand
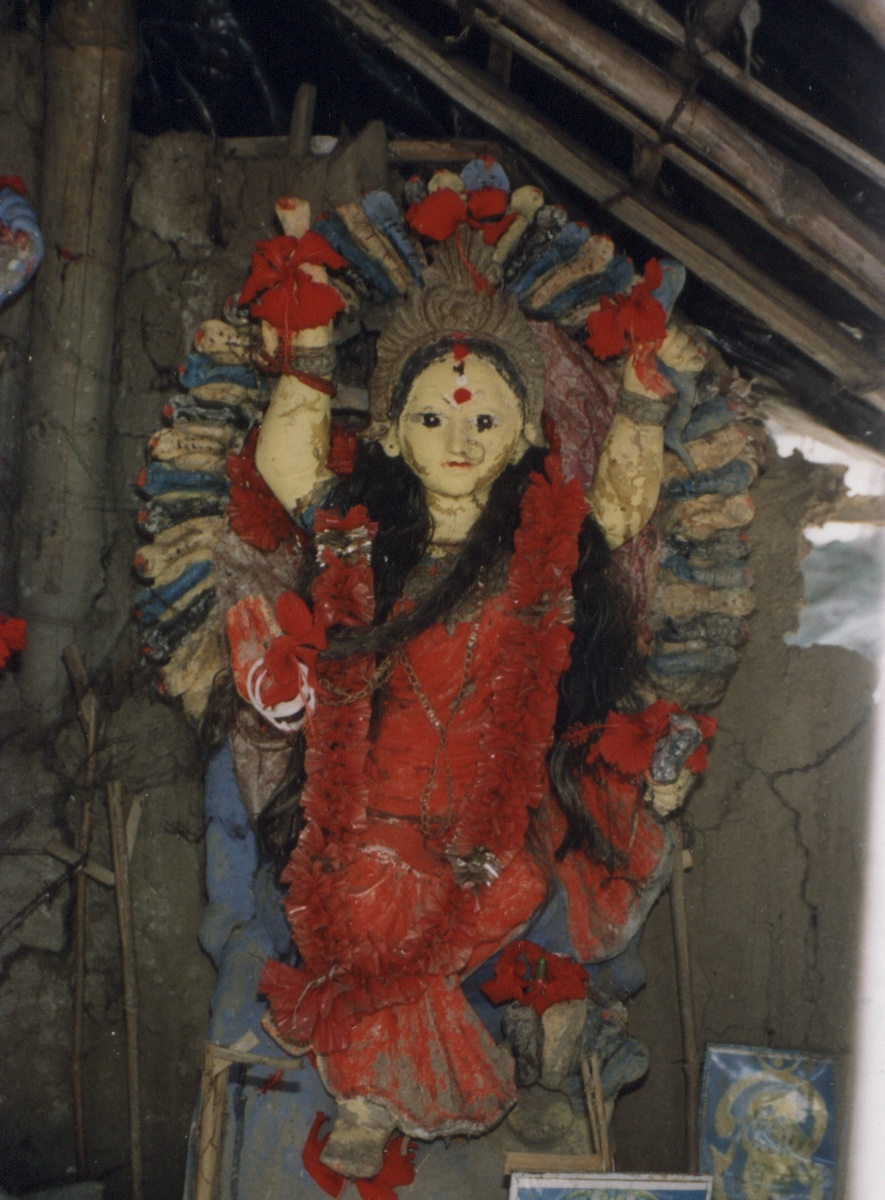
Godin Manasa is een naga, foto genomen in India
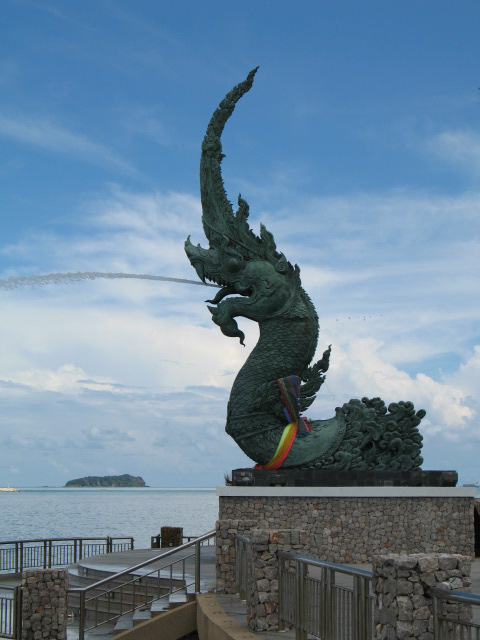
Naga
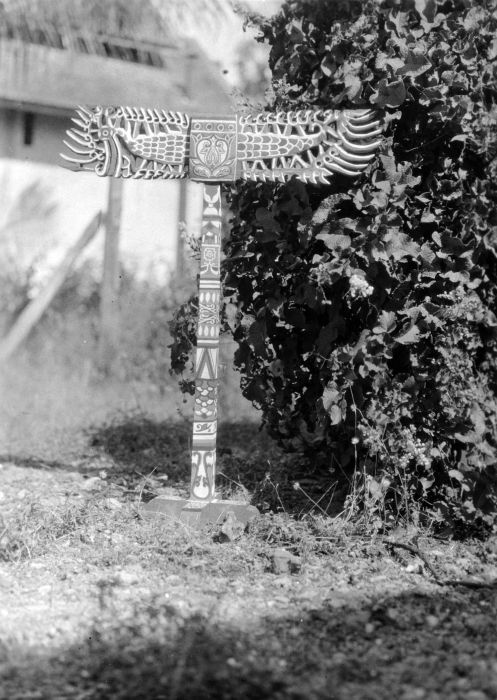

## Naga's in verhalen

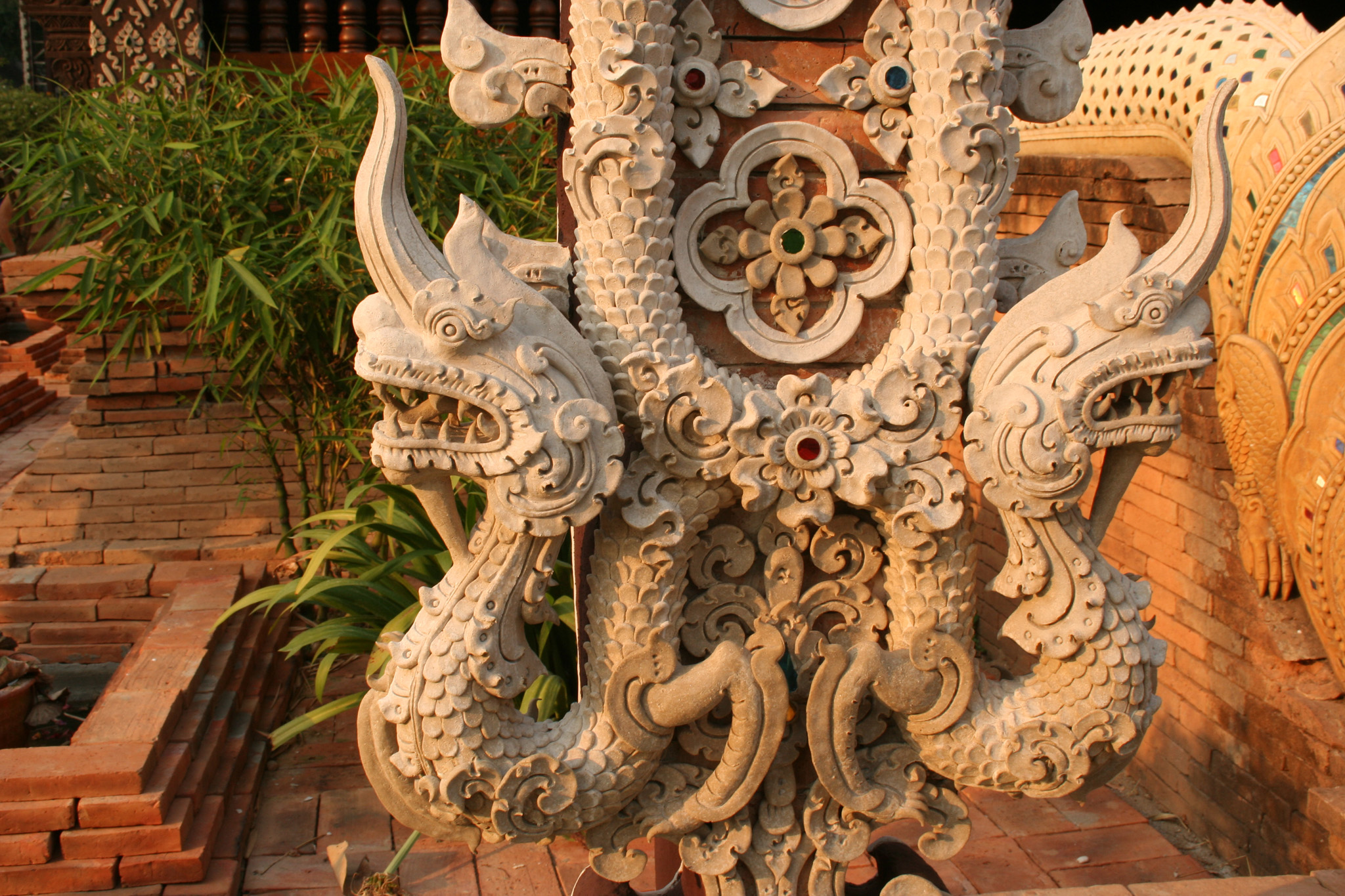
Naga's (Thailand)

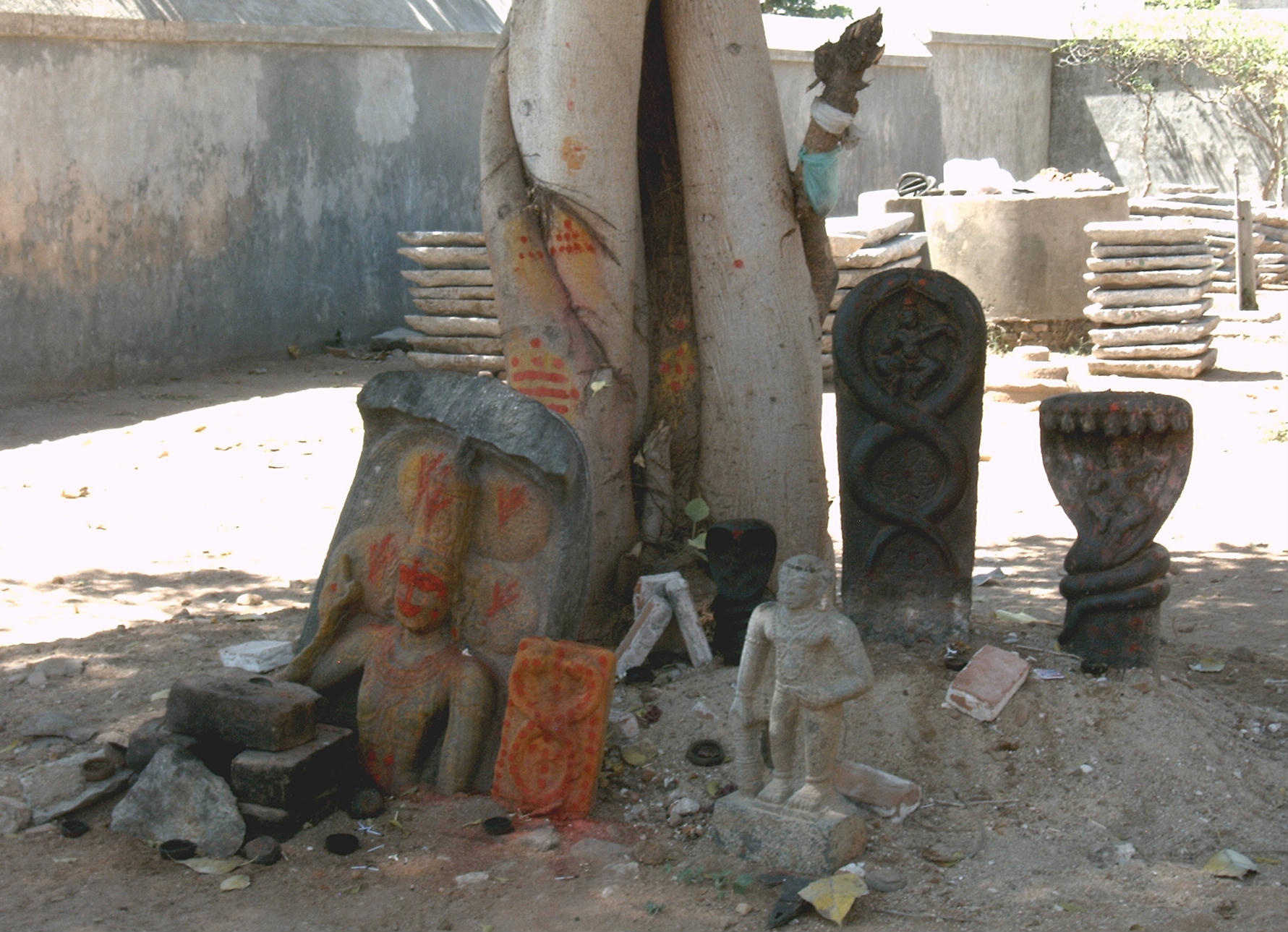
Nagacultus (boomheiligdom)

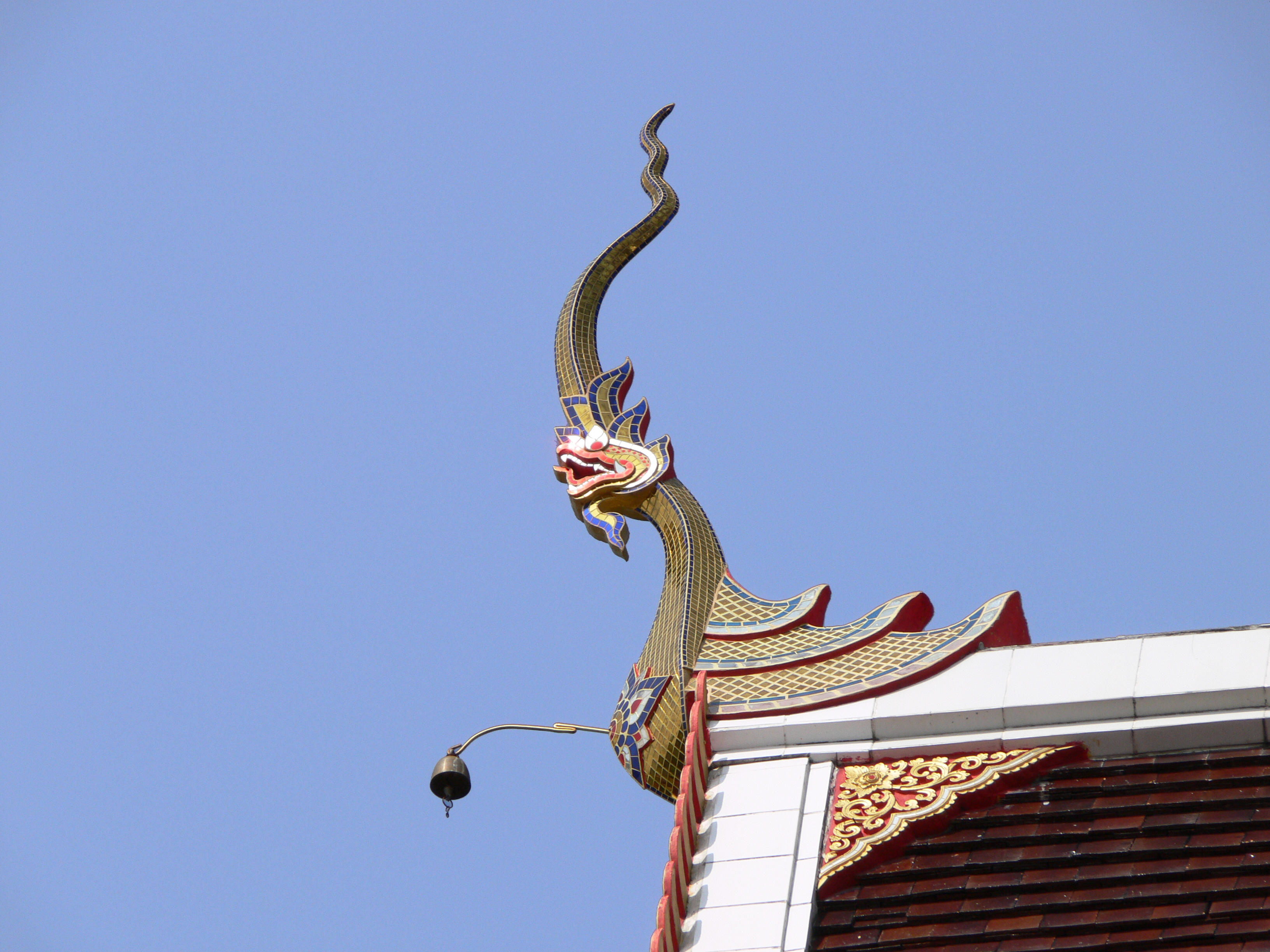
Een Naga ziet men vaak in een Chofah verwerkt

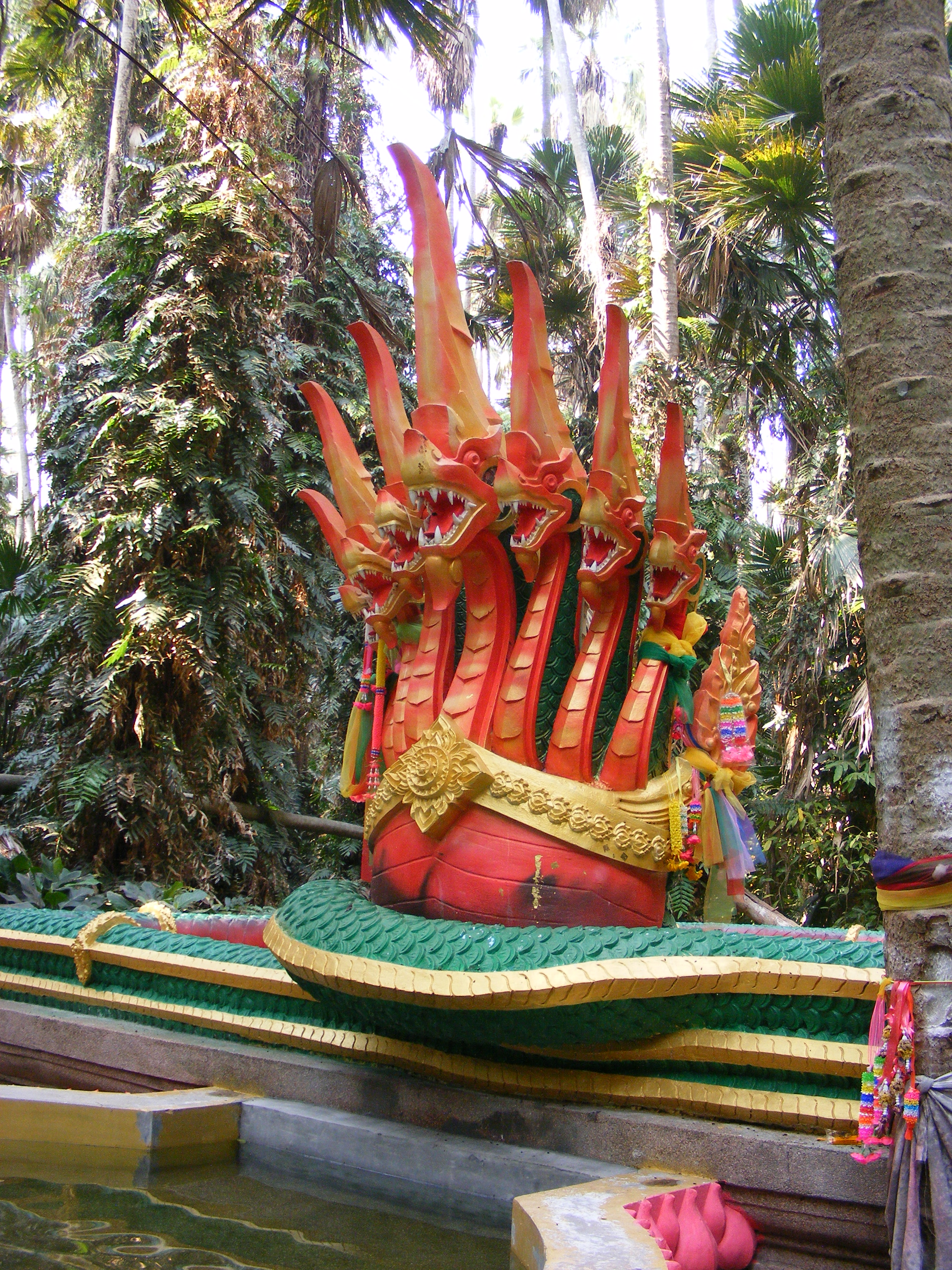

De rivier de Mekong die van Zuid China tot in Cambodja en Vietnam stroomt zou volgens een lokale mythe in Laos zijn ontstaan door het voorbijkomen van een Naga. Daar waar de Lao rivier Nam Ngum niet ver van het Thaise Nong Kai in de Mekong stroomt, denkt de lokale bevolking dat er onder de rivier een groot Naga paleis is. Zowel aan Thaise kant van de grensrivier als aan de Lao kant staan bankjes opgesteld. Eens per jaar aan het einde van de Boeddhistische lente komen honderdduizenden mensen hier bijeen. Ze komen van over de hele wereld om vanaf de bankjes en picknickplekken een geheimzinnig schouwspel gade te slaan: De Ban Fai Payana.
Ban Fai Payana zijn geluidloze lichtgevende ballen die, zodra de zon is ondergegaan vanuit de rivier opstijgen. Niemand weet precies hoe ze ontstaan. De lokale bevolking weet dat de Naga's ze veroorzaken. Zij zouden ter ere van de Boeddha deze 'vuurballen' produceren. Boze tongen daarentegen spreken van een door mensen veroorzaakt verschijnsel. Dat laatste lijkt niet helemaal de waarheid omdat de Ban Fai Payana, hoewel een toeristisch belangrijk verschijnsel, in sommige jaren helemaal niet of nauwelijks te zien zijn. Je zou mogen verwachten dat als monniken of de toeristenindustrie verantwoordelijk zijn het verschijnsel ieder jaar weer op treedt.
In heel Thailand en Laos is er maar een man die zich openlijk afvraagt of er een andere, natuurlijke verklaring is voor het verschijnsel. Het is een arts in Non Kai Dr. Masnat Kanoksilpa. Hij heeft een theorie waarin het organisch slib uit de rivier een grote rol speelt. Aan het eind van de regentijd wanneer het water zeer hoog staat wordt hiervan veel meegevoerd. Dit slib zou in combinatie met de zon die ook aan het eind van de regentijd weer schijnt veel gas produceren, dat brandbaar is. Hoe hieruit de lichtende bollen ontstaan die tot grote hoogte stijgen is vooralsnog een raadsel. Een vergelijkbaar verschijnsel in Nederland, moeraslichtjes, hebben een heel ander gedrag.
In het hindoeïsme slaapt Vishnoe bij de schepping en in rust op Sesha, de koning van de naga's, die hem beschermt. Ooit zouden er water-naga's gevangen zijn in een kist; dat leidde tot zeven jaar van droogte. Andere naga's werden verslagen door de koning van Nepal. Zij maakten afbeeldingen van zichzelf voor hem, geschilderd met hun eigen bloed. De verering ervan zou voor regen zorgen.
In het Pali Canon (en vooral in de Jatakas) staan er veel verhalen over naga's. In de Vinaya staat het verhaal van de naga die de vorm van een mens aannam en bhikkhu (monnik) werd. Toen hij in slaap viel verloor hij zijn menselijke vorm echter en nam zijn natuurlijke vorm van een grote slang aan. De andere monniken zagen een grote slang liggen in het hutje van de nieuwe 'naga-monnik' en vonden zo uit dat hij geen mens was maar een naga. Boeddha hoorde wat er gebeurd was en legde vervolgens de Vinaya-regel neer dat naga's geen bhikkhu kunnen worden. De naga beloofde zichzelf in de toekomst goed te gedragen zodat hij als mens wedergeboren zou worden en vervolgens bhikkhu zou kunnen worden.
Naga Padoha heerst over de onderwereld nadat Batara Guru heeft hem verbannen, omdat hij de wereld wilde vernietigen.

## Trivia
- In het computerspel World of Warcraft en Warcraft 3: the Frozen Throne spelen de naga's als ras een belangrijke rol in het verhaal.
- In het computerspel Tomb Raider: Underworld spelen de naga's een rol in het verhaal.
- In het Super nintendo spel: Chrono Trigger Werden de Naga's gebruikt als vijanden.
- In het computerspel Guildwars werden Naga's gebruikt als vijanden.
- In het computerspel Monster Rancher 2 waren Naga's een beschikbaar type Monster, dat vooral fysiek(met staart) of psychisch kon aanvallen. Naga's vormden taaie Monsters, enkel beknot door hun (gemiddeld) lage levenspunten.
- In de serie Bakugan Battle Brawlers wordt Naga gezien als het ultieme kwaad dat vestroia wil overheersen.
- In het computerspel Heroes of Might and Magic III waren de Naga's een zeer sterk monster waarmee je kon vechten.
- In de serie Avatar: The Legend Of Korra is Naga de dierlijke begeleider van de Avatar.
- In het spel Dota 2 is Naga Siren een speelbaar karakter.